# Tuli Géza Titusz
Tuli Géza Titusz (Budapest, 1888. január 4. – Budapest, 1966. január 30.) olimpiai ezüstérmes tornász, sportvezető.

## Életpályája
1907-től az MTK (Magyar Testgyakorlók Köre) 1912-től a BTC (Budapesti Torna Club) tornásza volt. 1912-ben szerepelt a magyar válogatottban és részt vett a stockholmi 1912. évi nyári olimpiai játékokon. Egy torna versenyszámban indult, a csapatverseny meghatározott szereken és ezüstérmesek lettek. A BTC csapatával háromszor nyert magyar bajnoki címet. Az aktív sportolást 1921-ben fejezte be. Visszavonulása után a BTE (Budapesti Torna Egylet) tornaszakosztályának elnöke, illetve a fővárosi gázművek főfelügyelője lett. Sírja a Farkasréti temetőben található.

## Sporteredményei
- olimpiai 2. helyezett: 
  - 1912, Stockholm: összetett csapat (Bittenbinder József, Erdődy Imre, Fóti Samu, Gellért Imre, Haberfeld Győző, Hellmich Ottó, Herczeg István, Keresztessy József, Kmetykó Lajos, Krizmanich János, Pászti Elemér, Pédery Árpád, Rittich Jenő, Szűts Ferenc, Téry Ödön)
- háromszoros magyar bajnok:
  - összetett csapat: 1912, 1914, 1921